# Merak (zvezda)
Merak ili Beta Ursae Majoris (druge oznake: Beta UMa, β Ursae Majoris, β UMa) je zvezda u severnom cirkumpolarnom sazvežđu Veliki medved. Ova grupa sazvežđa poznata je po tome što za razliku od sezonskih, nikada ne zalaze i vidljivi su u bilo koje doba godine. Zvezda je vidljiva golim okom, i ima vizuelnu magnitudu +2.37. Povlačenjem prave linije kroz Merak i alfa zvezdu u istom sazvežđu (Dubhe) dolazi se do Polarisa, zvezde koja označava pravac severnog nebeskog pola.

## Specifikacije
Na osnovu paralakse, određeno je da se Merak nalazi oko 80 svetlosnih godina udaljen od Zemlje. Merak spada u spektralnu klasu A i na HR dijagramu nalazi se na glavnom nizu. Temperatura na površini zvezde je 9500 K i bele je boje što je tipično za zvezde u A klasi. Merak je masivniji od Sunca 2.7 putai sjajniji 68 puta.

## Ime
Ime Merak potiče iz arapske reči  المراق i znači bedra medveda. U zavisnosti od naroda, ova zvezda često dobija narodno ime po junacima iz mitologije. U Kini na primer zvezdu zovu 北斗 što znači severna zvezda.